# دينيسون كابرال
دينيسون كابرال هو لاعب كرة قدم ومدرب كرة قدم برازيلي، ولد في 26 يناير 1974 في فلوريانوبوليس في البرازيل. شارك مع منتخب الولايات المتحدة الوطني لكرة قدم الصالات. أما مع النوادي، فقد لعب مع نادي بالميراس.

## وصلات خارجية
- دينيسون كابرال على موقع الاتحاد الدولي (مؤرشف)  (الإنجليزية)